# Jozef Turošík
Jozef Turošík (14. srpna 1925 Bacúch - 15. března 1994 Praha) byl československý generál, politik Komunistické strany Československa (zvolený v českých zemích, ale slovenské národnosti) a poúnorový poslanec Národního shromáždění ČSSR a Sněmovny lidu Federálního shromáždění.

## Biografie
V letech 1939-1944 vystudoval reálné gymnázium v Brezně. V samém závěru války, v dubnu 1945, byl zařazen do čs. zahraniční armády jako člen partizánské organizace kapitána Jána Nálepky. V letech 1946-1948 absolvoval Vojenskou akademii v Hranicích. V srpnu 1948 vyřazen jako poručík. Na majora byl povýšen 14. září 1953. V letech 1955-1957 pracoval na Ministerstvu národní obrany na Správě vojenského školství jako náčelník oddělení vojenských akademií a škol. Dne 31. ledna 1955 převzal funkci náčelníka oddělení vojenských akademií správy vojenského školství MNO. Od 25. září 1957 zastával funkci náčelníka štábu 11. střeleckého pluku 2. střelecké divize v Klatovech. Od 9. srpna 1958 se stává velitelem 11. střeleckého pluku. 5. září 1960 převzal funkci zástupce náčelníka 2. motostřelecké divize v Sušici. 26. srpna 1961 zahájil studium oboru velitelsko štábního a operačně strategického na Vojenské akademie Klimenta J. Vorošilova v Moskvě. Studium ukončil 1. srpna 1963 a následně je k 1. říjnu 1963 povýšen na plukovníka. Ve volbách roku 1964 byl zvolen za KSČ do Národního shromáždění ČSSR za Jihomoravský kraj. V Národním shromáždění zasedal až do konce volebního období parlamentu v roce 1968. 14. listopadu 1967 postoupil na funkci náčelníka štábu Středního vojenského okruhu. 1. října 1967 byl povýšen do první generálské hodnosti. K roku 1968 se zmiňuje coby důstojník ČSLA z volebního obvodu Uherské Hradiště. V té době zastával post velitele 3. motostřelecké divize. 1. května 1972 byl povýšen z hodnosti generálmajora na generálporučíka (tehdy byl 1. zástupcem náčelníka Generálního štábu ČSLA). Po invazi vojsk Varšavské smlouvy do Československa jeho armádní kariéra pokračovala i za normalizace. Od prosince 1968 převzal zpravodajskou správu Generálního štábu ČSLA. Postu se ale po několika měsících vzdal s tím, že to nechce dělat. 12. února 1971 byl jmenován zmocněncem vlády ČSSR pro záležitosti dočasného pobytu sovětských vojsk . Byl tehdy členem kolegia ministra národní obrany. Ve stejné funkci působil i k roku 1989. Do výslužby odešel z funkce náčelníka inspekce MNO 28. únory 1990.
Po federalizaci Československa usedl roku 1969 do Sněmovny lidu Federálního shromáždění (volební obvod Uherské Hradiště), kde setrval do konce volebního období parlamentu tedy do voleb roku 1971.

## Vyznamenání
- Řád Slovenského národního povstání, II. třídy
- Československá medaile Za chrabrost před nepřítelem
- Vyznamenání Za zásluhy o obranu vlasti
- Československá medaile Za službu vlasti
- Vyznamenání Za zásluhy o výstavbu
- Řád rudé hvězdy
- Řád rudé zástavy
- Řád práce
- Pamětní medaile k 30. výročí národně osvobozeneckého boje našeho lidu a osvobození Československa Sovětskou armádou
- Jubilejní medaile 60 let ozbrojených sil SSSR [12] (SSSR)